# Puor
Puor is een bestuurslaag in het regentschap Lembata van de provincie Oost-Nusa Tenggara, Indonesië. Puor telt 446 inwoners (volkstelling 2010).